# Tadeusz Semeniuk
Tadeusz Semeniuk – działacz partyjny, członek PZPR, radny Miejskiej Rady Narodowej, ósmy przewodniczący Prezydium Miejskiej Rady Narodowej Kłodzka w latach 1965–1967.
W 1954 został wybrany do Miejskiej Rady Narodowej w Kłodzku. W latach 1958–1962 był wiceprzewodniczącym jej prezydium, a następnie w 1965 objął jego kierownictwo, po odwołaniu Narcyza Mieczkowskiego. W tym czasie polepszeniu uległa sytuacja w gospodarce miejskiej. Wybudowano nową zajezdnię PKS przy ulicy Dusznickiej oraz zmodernizowano dworzec autobusowy w centrum miasta. Poprawie uległa także sytuacja mieszkaniowa w mieście dzięki oddaniu do użytku bloków mieszkalnych w nowo wybudowanych osiedlach: im. Gustawa Morcinka i Nysa. Mimo to nie zaspokajało to potrzeb wszystkich mieszkańców Kłodzka, których liczba stale rosła, biorąc pod uwagę dalszą rozbiórkę domów na Starym Mieście. 
30 kwietnia 1967 został odwołany z funkcji włodarza miasta. W tym samym roku miało miejsce załamanie się w mieście budownictwa mieszkalnego.